# Ёкка-Эрбала
Ёкка-Эрбала (чечен. Йоккха Аьрбала рус. Большой Эрбала) — покинутый аул в Галанчожском районе Чеченской Республики.

## География
Аул Ёкка-Эрбала расположен к северо-западу от аула Галанчож.
Ближайшие развалины аулов: на юго-востоке — аул Гулач, на северо-западе — аул Жима-Эрбала.

## История
Аул Ёкка-Эрбала ликвидирован в 1944 году во время депортации чеченцев. После восстановления Чечено-Ингушской АССР в 1956 году чеченцам было запрещено селиться в данном районе.
С 2012 года аул Ёкка-Эрбала входит в состав ранее упразднённого Галанчожский район.